# モラーヌ・ソルニエ A

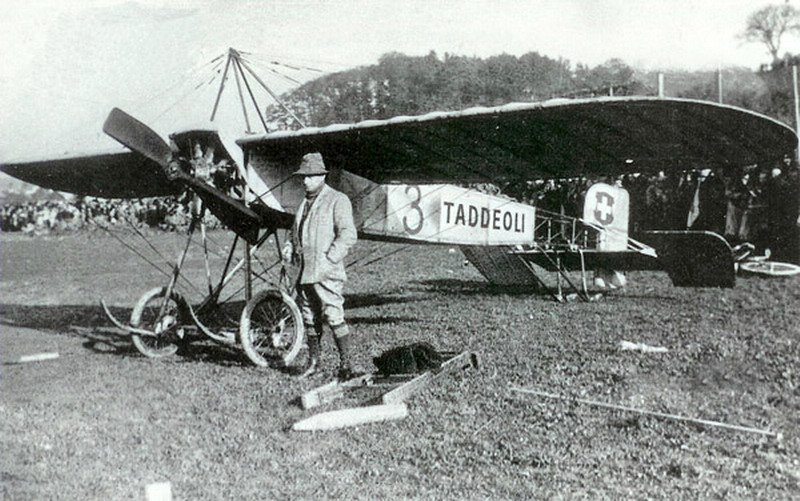
Emile Taddeoliのモラーヌ・ソルニエ A

モラーヌ・ソルニエ A またはモラーヌ＝ボレル単葉機（Morane-Saulnier Type A、Morane-Borel monoplane）は1910年代のフランスの航空機である。
初期のヨーロッパの飛行機レースで優勝した。
当時の標準的な木製構造の設計であり、中翼の単葉機である。いくつかの機体では後部胴体はフレームがむき出しであった。50馬力のノーム・ローヌエンジンが搭載された。
1911年5月26日のパリ-マドリード間のレースにおいて、ジュール・ヴェドリーヌの操縦により参加者中唯一4日間のレースを飛行して優勝したことで有名となった。スイスのパイロット、Emile Taddeoliもモラーヌ・ソルニエ Aで飛行した。
フロートをつけて水上機とした機体は1921年に行われたイギリス一周水上機レースで優勝し、複座機が開発され、8機をイギリス海軍が購入し、第一次世界大戦が始まるまで観測機として用いられた。2007年までに1機がカナダ航空博物館で復元された

## 要目
- 乗員: 1名
- 全長: 6.28 m
- 全巾; 9.12 m
- 空虚重量: 280 kg
- 重量: 430 kg
- エンジン: ノーム・ローヌ
- 出力 50 (37 kW)

- 最大速度: 110 km/h